# Hans-Dieter Klingemann
Hans-Dieter Klingemann (* 3. Februar 1937 in Einbeck) ist ein deutscher Politikwissenschaftler und Soziologe.

## Leben
Klingemann studierte von 1957 bis 1961 Betriebswirtschaftslehre an der Universität zu Köln. 1966 promovierte er in Köln über das Thema Bestimmungsgründe der Wahlentscheidung bei Erwin K. Scheuch und René König. Von 1966 bis 1974 war Klingemann wissenschaftlicher Assistent in Köln und von 1974 bis 1980 Wissenschaftlicher Leiter des Zentrums für Umfragen, Methoden und Analysen e.V. (ZUMA) in Mannheim. In dieser Funktion arbeitete er eng mit Max Kaase zusammen. 1978 erfolgte seine Habilitation an der Universität Mannheim zum Thema Ideologisches Denken in der Bevölkerung westlicher Industriegesellschaften. Von 1980 bis 2002 war Klingemann Professor für Politische Wissenschaft unter besonderer Berücksichtigung der Politischen Soziologie, der Parteien- und der Verbändeforschung am „Zentralinstitut für sozialwissenschaftliche Forschung“ der Freien Universität Berlin. Von 1989 bis 2003 war er Direktor der Abteilung „Institutionen und sozialer Wandel“ am Wissenschaftszentrum Berlin für Sozialforschung (WZB). Seit 2014 war er zunächst einer von zwei Gründungsrektoren sowie später, von 2017 bis 2020, Präsident der Berlin International University of Applied Sciences.
Klingemann ist verheiratet und hat eine Tochter. Er lebt in Berlin.

### Gastprofessuren im Ausland
Klingemann war an mehreren Universitäten im Ausland Gastprofessor, unter anderem an der Universität Stellenbosch in Südafrika, an der New York University in Abu Dhabi (Vereinigte Arabische Emirate), am Collegium Civitas in Warschau (Polen) sowie an der Simon Fraser University in Burnaby (Kanada). 2005 war er Senior Fellow am „Centre d’études européennes“ der Sciences Po in Paris (Frankreich).

## Forschungsschwerpunkte
Klingemann gilt als einer der führenden deutschen Politikwissenschaftler. Er lieferte zentrale Beiträge zu den Bereichen Wahl- und Parteienforschung sowie Demokratie- und Wahlsystemforschung. In seinen Studien zur politischen Kultur und zum politischen Prozess analysierte er unter anderem die Wahlprogramme politischer Parteien und das Wählerverhalten sowie die Ergebnisse verschiedener Bundestagswahlen.

## Werk
Klingemann hat grundlegende Arbeiten zur empirischen Wahl- und Parteienforschung sowie zur Demokratieforschung verfasst. Seine Forschungsarbeiten konzentrieren sich zum einen auf Bürger – auch, aber nicht allein in ihrer Rolle als Wähler – sowie auf die konstitutiven Merkmale von Parteiendemokratien. Methodisch werden Hans-Dieter Klingemanns wissenschaftliche Arbeiten von zwei grundlegenden Prinzipien angeleitet: Dem der Empirie und dem des Vergleichs.
Durch seine vergleichenden Politik- und Gesellschaftsanalysen trug Klingemann maßgeblich zur internationalen Vernetzung der deutschen Politikwissenschaften bei. Sein wissenschaftliches Wirken beschränkte sich nicht nur auf Deutschland. Am WZB initiierte er mehrere Projekte über die Entwicklung kompetitiver Parteiensysteme in Mittel- und Osteuropa und die Konsolidierung der Demokratie in den entsprechenden Übergangsgesellschaften nach 1989. Darüber hinaus war Klingemann als Projektleiter am World Values Survey beteiligt und spielte eine zentrale Rolle bei der Initiierung und Durchführung der weltweit angelegten Comparative Study of Electoral Systems.
Im Laufe seines akademischen Lebens veröffentlichte Klingemann weit über hundert Schriften zu einer Vielzahl politikwissenschaftlicher Themen. Als Schüler Klingemanns können Dieter Fuchs, Edeltraud Roller, Christian Welzel sowie Bernhard Weßels bezeichnet werden.

### Auszeichnungen
Klingemann erhielt vielfache Auszeichnungen und Preise für sein Lebenswerk, unter anderem 2002 die Ehrendoktorwürden der Universität Tilburg (Niederlande) und der Universität Örebro (Schweden). Klingemann ist zudem Mitglied der Nationalen Akademie der Wissenschaften Leopoldina sowie ausländisches Mitglied der Finnischen Akademie der Wissenschaften und Korrespondierendes Mitglied der Slowenischen Akademie der Wissenschaften und Künste (SASA). Im Jahr 2011 erhielt er den „Lifetime Achievement Award“ des European Consortium for Political Research. Die Hochschulbibliothek der Berlin International University of Applied Sciences, die Hans-Dieter Klingemann Library, ist nach ihm benannt. Seit 2020 ist Klingemann Ehrenpräsident der Berlin International University of Applied Sciences.
2023 wurde Klingemann, gemeinsam mit Daniel Kahneman, von der World Association for Public Opinion Research mit dem Helen Dinerman Award ausgezeichnet. 2025 erhielt er das Bundesverdienstkreuz am Bande.

## Veröffentlichungen (Auswahl)
- mit Erwin K. Scheuch: Theorie des Rechtsradikalismus in westlichen Industriegesellschaften. In: Hamburger Jahrbuch für Wirtschafts- und Sozialpolitik. Band 12, 1967, S. 11–19.
- mit Franz Urban Pappi: Politischer Radikalismus. Theoretische und methodische Probleme der Radikalismusforschung, dargestellt am Beispiel einer Studie anläßlich der Landtagswahl 1970 in Hessen. Oldenbourg, München 1972, ISBN 3-486-43761-5
- mit Max Kaase (Hrsg.): Politische Psychologie. Westdeutscher Verlag, Opladen 1981, ISBN 3-531-11589-8.
- mit Peter Philip Mohler, Robert Philip Weber: Cultural Indicators Based on Content Analysis. A Secondary Analysis of Sorokin’s Data on Fluctuations of Systems of Truth. In: Quality and Quantity. Band 16, Nr. 1, 1982, S. 1–18.
- mit Max Kaase (Hrsg.): Wahlen und politisches System. Analysen aus Anlaß der Bundestagswahl 1980. VS Verlag für Sozialwissenschaften, Wiesbaden 1983, ISBN 978-3-531-11618-1.
- (Hrsg.): Computergestützte Inhaltsanalyse in der empirischen Sozialforschung. Campus, Frankfurt/M. 1984, ISBN 3-593-33254-X.
- (Hrsg.): Wahlen und politischer Prozeß. Analysen aus Anlaß der Bundestagswahl 1983. Westdeutscher Verlag, Opladen 1984, ISBN 3-531-11827-7
- mit Richard Stöss, Bernhard Weßels (Hrsg.): Politische Klasse und politische Institutionen. Probleme und Perspektiven der Elitenforschung. Dietrich Herzog zum 60. Geburtstag. VS Verlag für Sozialwissenschaften, Wiesbaden 1991, ISBN 978-3-531-12306-6.
- mit Wolfgang Luthardt (Hrsg.): Wohlfahrtsstaat, Sozialstruktur und Verfassungsanalyse. Jürgen Fijalkowski zum 60. Geburtstag (= Schriften des Zentralinstituts für Sozialwissenschaftliche Forschung der Freien Universität Berlin, Bd. 70). Westdeutscher Verlag, Opladen 1993, ISBN 3-531-12454-4.
- mit Richard I. Hofferbert, Ian Budge (Hrsg.): Parties, Policies and Democracy. Westview Press, Boulder 1994, ISBN 978-0-8133-2069-4.
- mit Lutz Erbring, Nils Diederich (Hrsg.): Zwischen Wende und Wiedervereinigung: Analysen zur politischen Kultur in West- und Ost-Berlin 1990. VS Verlag für Sozialwissenschaften, Wiesbaden 1995, ISBN 978-3-531-12653-1.
- mit Robert E. Goodin (Hrsg.): A New Handbook of Political Science. Oxford University Press, Oxford 1998, ISBN 978-0-19-829471-9.
- (Hrsg.): Elections in Central and Eastern Europe. The first wave. Ed. Sigma, Berlin 2000, ISBN 3-89404-195-1.
- (Mitautor): Mapping policy preferences. Drei Teile. Oxford University Press, Oxford 2001–2013.
- mit Andrea Römmele (Hrsg.): Public Information Campaigns & Opinion Research. A Handbook for the Student & Practitioner. SAGE, London, Thousands Oaks 2002, ISBN 978-0-7619-6431-5.
- (Hrsg.): The state of political science in Central and Eastern Europe. Ed. Sigma, Berlin 2002, ISBN 3-89404-216-8.
- (Hrsg.): Democracy and political culture in Eastern Europe. Routledge, London 2006, ISBN 0-415-47962-2.
- (Hrsg.): The state of political science in Western Europe. Budrich, Leverkusen 2007, ISBN 3-86649-045-3.
- (Hrsg.): The Comparative Study of Electoral Systems. Oxford University Press, Oxford, New York 2009, ISBN 978-0-19-921735-9.
- mit Russell J. Dalton (Hrsg.): Oxford Handbook of Political Behavior, Oxford University Press, Oxford, New York 2009, ISBN 978-0-19-927012-5.